# Aguapeí
Aguapeí (port. Rio Aguapeí) – rzeka w Brazylii, w stanie São Paulo. Ma 370 km długości. Jej źródło znajduje się w paśmie górskim Serra do Mirante, na zachód od miasta Pirajuí. Płynie w kierunku północno-zachodnim, uchodzi do rzeki Parana. Rzeka jest żeglowna na krótkim odcinku swojego dolnego biegu.